# 文氏管

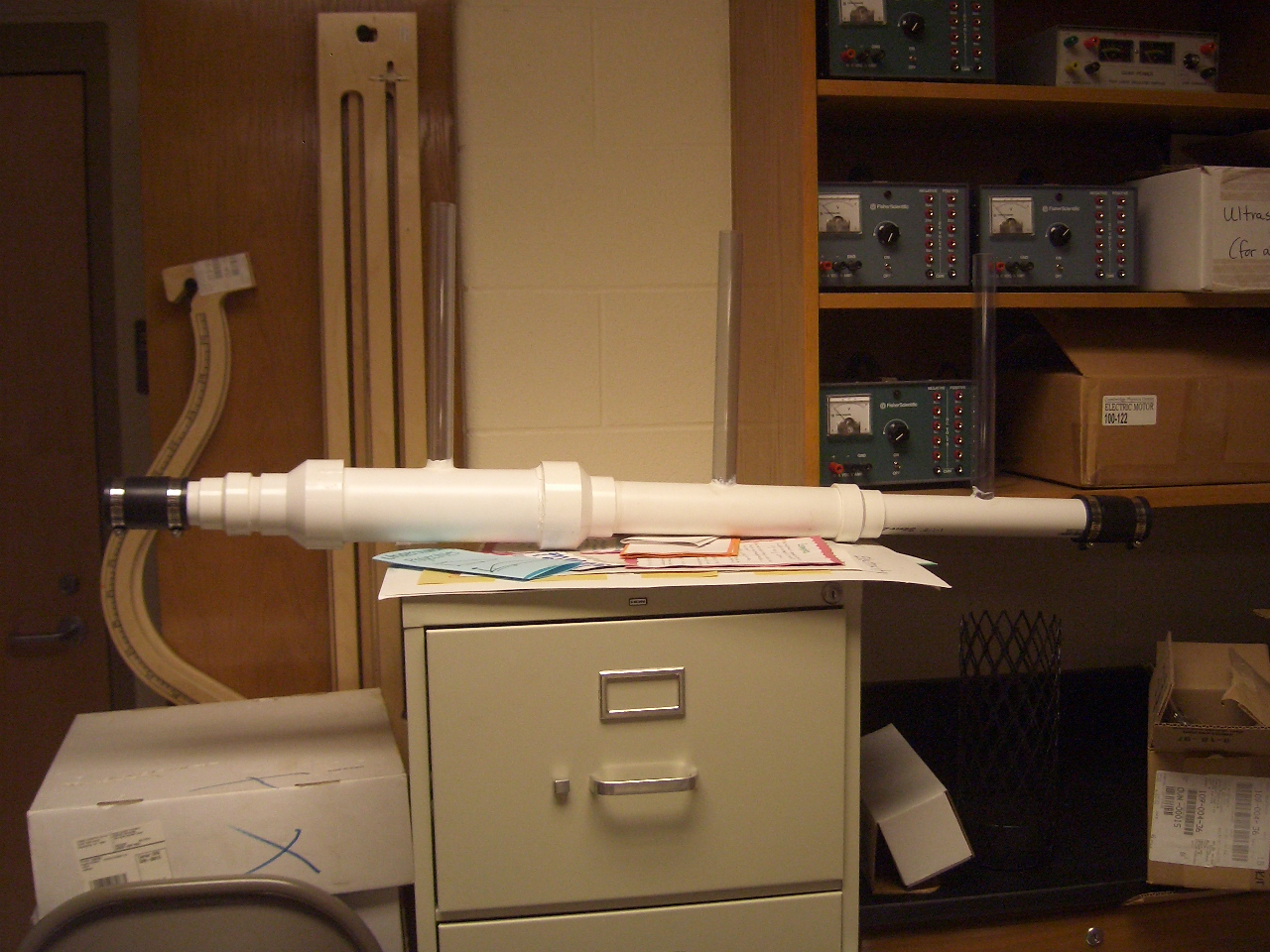
中學實驗室的文氏管

文氏管（Venturi tube）因意大利物理学家文丘里(Giovanni Battista Venturi ，1746-1822)得名，又名喉形管。
文氏管可作为测定流速的仪表，叫文丘里流速计；也可用作高效率的气体冷却、净化或吸收设备；用于气体除尘的称为文丘里洗涤计。
文氏管與文丘里效應相關；對一個斷面變化的圓錐管（大→小→大），最小处叫“喉颈”，气体流过时，由于管的截面缩小，流速增大而压强降低；喉颈处截面最小，流速最大压强最小；在同一時間內流過每一斷面積的流體體積相等；流體流經文氏管，因截面積變化產生速度變化，便產生壓力差，測出壓力差即可求出流量。